# Roy Orbison's Greatest Hits
Roy Orbison's Greatest Hits è un album di raccolta del cantante statunitense Roy Orbison, pubblicato nel 1962.

## Tracce
- Side 1

1. The Crowd – 2:19 (Roy Orbison, Joe Melson)
2. Love Star – 2:58 (Cindy Walker)
3. Crying – 2:45 (Roy Orbison, Joe Melson)
4. Evergreen – 2:43 (Joe Tanner)
5. Running Scared – 2:10 (Roy Orbison, Joe Melson)
6. Mama – 2:58 (Roy Orbison, Joe Melson, Ray Rush)

- Side 2

1. Candy Man – 2:48 (Beverly Ross, Fred Neil)
2. Only the Lonely – 2:24 (Roy Orbison, Joe Melson)
3. Dream Baby (How Long Must I Dream) – 2:35 (Cindy Walker)
4. Blue Angel – 2:50 (Roy Orbison, Joe Melson)
5. Uptown – 2:05 (Roy Orbison, Joe Melson)
6. I'm Hurtin' – 2:43 (Roy Orbison, Joe Melson)